# Salvation (Madeline-Juno-Album)
Salvation (englisch für „Erlösung“) ist das zweite Studioalbum der deutschen Singer-Songwriterin Madeline Juno.

## Entstehung und Artwork
Alle Stücke des Albums wurden von Madeline Juno in Zusammenarbeit mit wechselnden Koautoren geschrieben, lediglich zwei Titel stammen eigens von Juno. Bei ihrem vorangegangenen Debütalbum The Unknown schrieb Juno alle Lieder zusammen mit Dave Roth, bei diesem Album schrieben die beiden nur noch zwei gemeinsame Stücke. Die meisten Titel entstanden in Zusammenarbeit mit dem finnischen Singer-Songwriter Axel Ehnström, die beiden schrieben fünf Stücke des Albums. Des Weiteren schrieb sie jeweils vier Lieder mit Katrina Noorbergen, Michael Hunter Ochs und Kim Wennerström, sowie jeweils drei Titel mit Jonas W. Karlsson und Oliver Som und zwei Titel mit David Jürgens. Abgemischt und produziert wurde das Album überwiegend durch das Produzenten-Trio Madizin, bestehend aus Patrick Benzner, Dave Roth und Serhat Sakin. Das Produzenten-Team wirkte mit Ausnahme von vier Titeln an allen Stücken in der Produktion mit. Mit drei Titeln produzierten sie die meisten Stücke zusammen mit Karlsson. Neben einigen Produktionen, die sie alleine tätigten, standen ihnen oftmals weitere Koproduzenten zur Seite. Bei drei der vier Titeln, die nicht von Madizin produziert wurden, übernahm Oliver Som die Produktion. Darüber hinaus stammt eine Produktion von Marcus Brosch. Die Abmischung erfolgte für alle Lieder außer Stupid Girl, hierbei war David Paulicke verantwortlich. Die Programmierung des Albums erfolgte ebenfalls zum großen Teil durch das Produzenten-Trio Madizin (11 Titel), einige Titel wurden unter der Leitung von David Jürgens (2 Titel), Jonas W. Karlsson (3 Titel), Oliver Som (3 Titel), Kim Wennerström (4 Titel) und weiteren vereinzelten Mitwirkenden programmiert. Salvation wurde unter dem Musiklabel Embassy of Music veröffentlicht und durch Tonpool Medien vertrieben. Aufgenommen wurde das Album unter der Regie von Steffen Graef.
Auf dem türkis gehaltenen Cover ist auf der Vorderseite – neben Künstlernamen und Albumtitel – Junos Oberkörper zu sehen. Sie trägt einen schwarzen Pullover durch den ein Wasserfall durchschimmert. Auf der Rückseite sieht man ebenfalls Junos Oberkörper, hier schimmert auf ihrem Pullover eine Seenlandschaft durch. Die Fotografien der Naturimpressionen stammen von Maximilian Münch, Juno wurde von Philipp Gladstone fotografiert.

## Veröffentlichung und Promotion
Die Erstveröffentlichung von Salvation erfolgte am 26. Februar 2016 in Deutschland, Österreich und der Schweiz. Das Album besteht aus 13 neuen Studioaufnahmen und ist als CD und Download erhältlich. Zeitgleich folgte die Veröffentlichung einer „Deluxe Edition“. Diese beinhaltet fünf weitere Studioaufnahmen und einen Remix zu dem bereits auf dem Album erschienenen Lied Stupid Girl. Bereits ab dem 27. November 2015 stand das Album zur Vorbestellung bereit. Als Vorsteller-Bonus wurden ab dem 22. Januar 2016 die Lieder Into the Night und Salvation für alle Vorbesteller zum Download freigegeben.
Um das Album zu bewerben, folgte unter anderem ein Liveauftritt mit Stupid Girl zur Hauptsendezeit während der ESC-Grand-Prix-Party 2016 von der Hamburger Reeperbahn. Weitere Auftritte folgten im ZDF-Morgenmagazin sowie mit You Know What? im ZDF-Fernsehgarten. Darüber hinaus absolvierte sie mehrere Auftritte bei Radiostationen, wobei sie unter anderem bei Antenne 1, Dasding, MDR Sputnik oder auch NRJ Akustikversionen zu Stupid Girl darbot.

## Hintergrund
Das Album entstand unter der Situation, dass Juno ihr Musiklabel Universal Music verlassen und ihre Band verloren habe. In einem Interview mit Funk, das 2021 im Rahmen der Musiksendung Musik gegen die Einsamkeit erfolgte, äußerte sich Juno, das der Verlust der Band dadurch kam, dass sie diese über Jahre mit einem anderen „großen“ Künstler geteilt habe. Die Bandmitglieder seien ihre besten Freunde gewesen, ihre „Brüder“. Es sei nur eine Frage der Zeit gewesen, bis es irgendwann einmal nicht mehr auf diese Weise funktionieren würde, dass die ganze Band zweigleisig spiele. Sie und die Band hätten etwa ein halbes Jahr lang Auftritte absagen müssen und irgendwann musste man einfach mal sagen: „Ey, ganz kurz. Wir können nicht mehr die ganze Zeit Gigs absagen, weil wir keine Ersatzband haben, seit ihr weiter dabei oder nicht?“ Von einem Bandmitglied, dass für die ganze Band sprach, hieß es „nein“. Das habe ihr zu diesem Zeitpunkt „so krass“ das Herz gebrochen. Juno habe geglaubt, dass sie irgendwie sauer auf sich selbst und die Gesamtsituation gewesen sei, die sie nicht kontrollieren konnte. Sie habe gedacht, dass sie alles „neu“ haben wolle. Sie habe gewollt das alles „verschwindet“, dass sie von „neu anfangen“ könne. Dies sei einer der Gründe gewesen, warum sie im gleichen Jahr aus „irgendeiner Laune“ heraus Waldbrand geschrieben habe, in dem es genau darum ginge und fortan zur deutschsprachigen Musik wechselte. Juno erinnere sich noch ganz genau daran, dass sie gewollt habe, dass alle Leute, die wissen, was passiert sei, das hören und verstehen, was gerade zu diesem Zeitpunkt Phase sei, auch wenn es ihr selbst nichts bringen würde.

## Inhalt
Alle Liedtexte der regulären Albumausgabe sind in englischer Sprache verfasst und stammen von Madeline Juno, die die Stücke zusammen mit wechselnden Koautoren schrieb. Auf der „Deluxe Edition“ von Salvation befinden sich mit Küss’ die kalten Jungs und Herzchen erstmals deutschsprachige Stücke auf einem Album von Juno. Musikalisch bewegen sich die Lieder im Bereich der Popmusik. Es handelt sich bei allen Stücken um Neukompositionen. Neben dem Hauptgesang von Juno ist bei dem Lied Stupid Girl die Stimme von Neele Ternes im Hintergrund zu hören. Die Instrumente wurden, neben den Hauptinstrumentalisten des Produzenten-Trios Madizin, in vielen Fällen von den Co-Autoren oder externen Musikern (siehe Mitwirkende) eingespielt. Instrumente wie der Bass, die Gitarre und das Keyboard wurden bei allen Stücken von den Autoren selbst eingespielt, speziellere Instrumente wie Streichinstrumente wurden von externen Musikern eingespielt.
Die beiden deutschsprachigen Stücke stellte Juno bereits lange vor der Albumveröffentlichung vor. Sie veröffentlichte zu beiden Liedern Videos auf YouTube in dem sie die Stücke in einer Akustikversion spielt. Das Lied Küss die kalten Jungs präsentierte Juno erstmals am 28. Mai 2015. Herzchen präsentierte sie bereits am 28. April 2014. Das Lied sei bereits anderthalb Jahre zuvor, also noch vor der Veröffentlichung des Debütalbums The Unknown, entstanden. Sie veröffentlichte Herzchen mit den Worten, dass sie selbst nicht gedacht hätte, dass sie das Lied noch einmal raushauen würde. Es sei eines ihrer wenigen deutschen Stücke, die sie geheim gehalten habe. Sie wolle aber nicht so sein, Vielseitigkeit würde uns alle erfreuen.

### Titelliste
| #  | Titel                            | Autor(en)                                                | Produzent(en)                  | Länge |
| -- | -------------------------------- | -------------------------------------------------------- | ------------------------------ | ----- |
| 1  | Into the Night                   | Madeline Juno, Katrina Noorbergen, Tim Morten Uhlenbrock | Madizin, Tim Morten Uhlenbrock | 4:08  |
| 2  | No Words                         | Axel Ehnström, Madeline Juno, Jonas W. Karlsson          | Jonas W. Karlsson, Madizin     | 3:42  |
| 3  | Stupid Girl                      | Marcus Brosch, Madeline Juno, Michael Hunter Ochs        | Marcus Brosch                  | 3:49  |
| 4  | You Know What?                   | Axel Ehnström, Madeline Juno, Kim Wennerström            | Madizin, Kim Wennerström       | 2:57  |
| 5  | Yellow Car                       | Axel Ehnström, Madeline Juno, Jonas Karlsson             | Jonas W. Karlsson, Madizin     | 3:44  |
| 6  | Quicksand                        | Madeline Juno, Katrina Noorbergen, Oliver Som            | Oliver Som                     | 3:58  |
| 7  | Please Don’t Have Somebody Else  | Axel Ehnström, Madeline Juno, Jonas Karlsson             | Jonas W. Karlsson, Madizin     | 4:10  |
| 8  | Salvation                        | Madeline Juno, Dave Roth                                 | Madizin                        | 3:54  |
| 9  | Cliché                           | David Jürgens, Madeline Juno, Michael Hunter Ochs        | David Jürgens, Madizin         | 3:12  |
| 10 | Hindsight                        | Madeline Juno, Dave Roth, Kim Wennerström                | Madizin                        | 4:06  |
| 11 | On My Toes                       | Madeline Juno, Kim Wennerström                           | Madizin, Kim Wennerström       | 3:59  |
| 12 | Less Than a Heartbreak           | David Jürgens, Madeline Juno, Michael Hunter Ochs        | David Jürgens, Madizin         | 3:55  |
| 13 | Youth                            | Asbjørn, Madeline Juno, Katrina Noorbergen, Oliver Som   | Oliver Som                     | 4:02  |
|    | Deluxe Edition                   |                                                          |                                |       |
| 14 | Restless                         | Madeline Juno, Katrina Noorbergen, Oliver Som            | Oliver Som                     | 3:36  |
| 15 | Safe Kind of Sadness             | Axel Ehnström, Madeline Juno, Kim Wennerström            | Madizin, Kim Wennerström       | 4:00  |
| 16 | Broken                           | Markus Brosch, Madeline Juno, Michael Hunter Ochs        | Marcus Brosch, Madizin         | 3:16  |
| 17 | Küss’ die kalten Jungs           | Madeline Juno                                            | Madizin                        | 3:17  |
| 18 | Herzchen                         | Madeline Juno                                            | Madizin                        | 3:22  |
| 19 | Stupid Girl (Madizin Single Mix) | Madeline Juno, Marcus Brosch, Michael Hunter Ochs        | Madizin                        | 3:35  |

### Track by Track

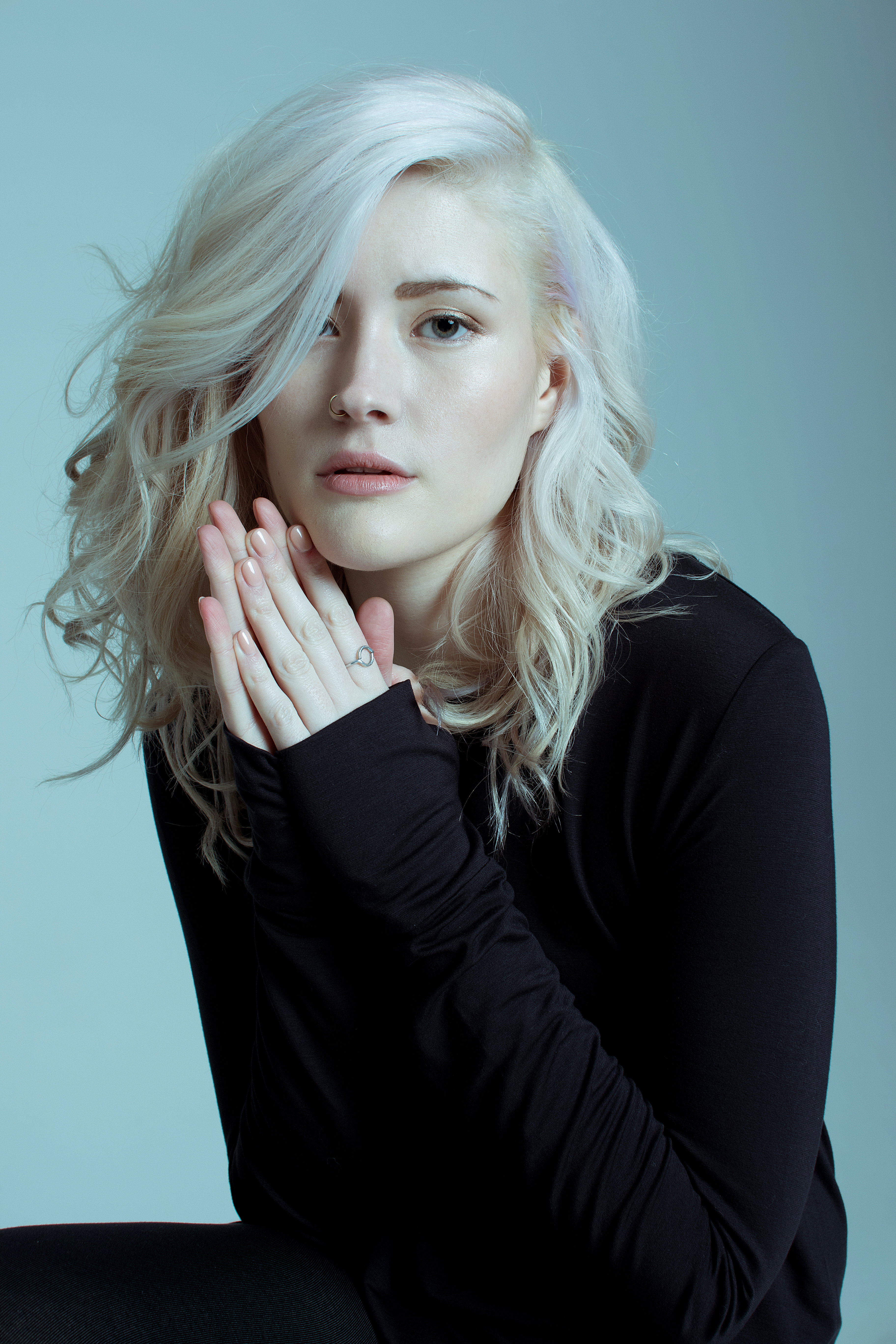
Pressefoto zu Salvation (2016).

Im Vorfeld der Albumveröffentlichung beschrieb Juno ihre Lieder in einer „Track-by-Track-Serie“ die in drei Folgen im Januar und Februar 2016 erschienen.
Into the Night
Into the Night (englisch „In die Nacht“) sei eines von zwei Liedern, die an das erste Album andocken und die Geschichte abschließt. Das Stück greift das Zitat „I Will Follow You into the Unknown“ (englisch „Ich werde dir in das Ungewisse folgen“) aus dem Lied The Unknown auf. Während Into the Night sagt sie darauf „I Know I Won’t Follow You Anymore, I Have to Go Alone“ (englisch „Ich weiß ich werde dir nicht länger folgen, ich muss alleine gehen“). Das sage genau das aus, was sie empfinde und zwar, dass sie keinen Liebeskummer mehr brauche, um ihre Lieder zu schreiben. Es gäbe viel mehr worüber sie ihre Inspiration schöpfe könne und dass das der Beginn der Reise war. Es vermittelt eine Aufbruchstimmung und sei deswegen das Intro des Albums.
No Words
No Words (englisch „Keine Worte“) sei das zweite Lied, das an das erste Album andockt und sage, dass alles gesagt sei und es kein einziges Wort mehr gäbe, dass sie noch hinzuzufügen habe von allen Liedern, die sie über ihn geschrieben habe. Sie sei sprachlos und er bekäme kein einziges Lied mehr von ihr, trotzdem sei es ein Lied geworden und das sei No Words.
Stupid Girl
Stupid Girl (englisch „Dummes Mädchen“) sei eines der humorvollsten und buntesten Stücke auf dem Album und handelt von diesem großen Frauenproblem, dass man dem Typen die Welt zu Füßen legt, einfach alles tut, was man nur tun könne, um ihm zu zeigen, was man für ihn empfindet, aber er scheint das nicht zu erkennen und man denkt: „Bin ich jetzt schon wieder so dumm und falle zum zehnten Mal auf die Schnauze und lerne nicht dazu, ist das wirklich der Fall?“ Davon würde Stupid Girl handeln.
You Know What?
You Know What? (englisch „Weißt du was?“) sei für Juno eines der beruhigendsten Lieder auf dem Album, das sehr akustisch sei und nur gehört und verstanden werden wolle. Geschrieben habe sie das Lied in Gedanken an ihren Lieblingsfilm Restless. In diesem geht es um Annabel und Enoch, die unsagbar verliebt sind, aber Annabelle ist sterbenskrank und die beiden wissen, dass sie nicht sehr viel Zeit miteinander haben. Diese Geschichte übertrage Juno auf ihre eigene Geschichte. Diese sei keine tolle Liebesgeschichte, zu wissen, dass man sich trennen müsse und nur gewisse Zeit miteinander verbringen könne.
Yellow Car
Yellow Car (englisch „Gelbes Auto“) sei ein Lied, das dieses Gefühl beschreibt, wenn man zum Beispiel etwas riecht, etwas sieht oder man etwas hört, was man automatisch mit einer Erinnerung oder mit einem Ereignis verbindet. Yellow Car sei nicht nur ein bunter Gegenstand, der einem gleich etwas sagt, sondern es sei diese Erinnerung, dass wann immer man ein gelbes Auto sehe, an diese eine Person denkt, und an alle Dinge, die man mit dieser Person erlebt hat; und man würde täglich daran erinnert.
Quick Sand
Quick Sand (englisch „Treibsand“) sei der Beginn einer Liebesgeschichte, wenn man gerade einen neuen Menschen kennengelernt hat und man gefühlt 10.000 Fragen stellen könnte und irgendwie in diesen Treibsand gezogen wird. Man könne sich überhaupt nicht helfen, weil man sich vorgenommen habe sich eigentlich nicht zu verlieben, aber man jetzt schon wieder bis zum Kinn im Treibsand steckt, diesem Menschen verfallen ist und es eigentlich sogar ganz schön sei.
Please Don’t Have Somebody Else
Please Don’t Have Somebody Else (englisch „Bitte habe noch keinen anderen“) handele ebenfalls vom Beginn einer Liebesgeschichte, wenn man gerade jemanden kennengelernt hat und sich einfach nur wünsche das dieser jemand niemand anderes hat der auf ihn wartet. Man wünscht sich das er ganz alleine sei und darauf wartet, dass man aufeinander zugerannt kommt und sich in einander verliebt. Das Lied stelle viele Fragen wie: „Ist das gerade wirklich passiert oder habe ich mir das eingebildet? Hast du mich gerade wirklich so angesehen und denkst du vielleicht dasselbe wie ich, fühlen wir dasselbe oder spinne ich jetzt schon wieder? Denke ich mir das alles nur aus, das ist doch gerade wirklich passiert und um Gottes Willen, ich hoffe du hast niemand anderes der auf dich wartet.“
Salvation
Salvation (englisch „Erlösung“) sei sehr wichtig für Juno, weil sie bereits vor dem Schreiben für dieses Album wusste, dass es Salvation heißen sollte. Sie wusste, dass sie sich selbst aus der Melancholie herausziehen und irgendetwas finden musste, was nicht Liebeskummer sei und sie dennoch genau so stark inspiriert und sie zum Schreiben bewegt. Das war einfach Liebe, aber im positiven Sinne. Sich neu zu verlieben, jemand neues zu finden, dem man am liebsten 200.000 Lieder schreiben würde und man immer noch nicht alles gesagt hätte. Salvation sei einfach dieser Moment wenn man verstanden hat: Okay, dieser Mensch hat gerade alles für mich verändert, zum positiven und ich bin die bessere Version meiner selbst, dank dir. Ich habe danke dir die Erlösung gefunden.
Cliché
Cliché (englisch „Klischee“) handelt von genau diesen ganzen klischeehaften Dingen, die man tue, wenn man unglaublich verliebt sei und man Liebesbriefe schreibe die nicht verstanden werden oder nicht so geschätzt würden, wie man sich das wünsche. Dass man zehntausende Meilen fliege, nur um diesen Mensch mal zu sehen und man denkt, der müsste doch verstehen wie viel er mir bedeutet und er könne ja eigentlich nicht wissen, dass ich hier an meinem Handy sitze und warte damit ein Lebenszeichen kommt und es sei so klischeehaft, dass ich gerade mein Herz schon wieder selbst zerreiße und du scheinbar nichts von allem verstehst oder mitbekommst, das sei so klischeehaft, dass mir das schon wieder passiert.
Hindsight
Hindsight (englisch „Nachsicht“) sei einer der geschichtenerzählensten Lieder, mit sehr viel Text und sehr vielen Situationen in den Strophen. Es handele einfach vom Abschied nehmen und Tschüss sagen und nicht wirklich das sagen was man eigentlich auf dem Herzen habe, das hinterher zu bereuen und sich hinterher die Frage zu stellen: „Wieso hast du nicht einfach gesagt was du empfindest?“ Jetzt musst du wieder warten bis du die nächste Gelegenheit hast.
On My Toes
Bei On My Toes (englisch „Auf meinen Zehen“) habe Juno zu Beginn der Songwritingsession die Aufgabe gehabt ein Lied zu schreiben, über genau das was ich gerade empfinde. Sie hatte diese Bild vor Augen von einer Schmuckschatulle, die man öffnet und dann sei da eine kleine Ballerina mit einer hübschen Melodie. Sie habe sich selbst in dieser Ballerinaposition vorgestellt und habe quasi in diesem Lied gesagt: „Okay, sieh mich an und mal dir eine Blaupause, mach dir Notizen, mess mich ab, sag mir ob alles stimmt und okay ist und passen wir zueinander, pass ich zu dir?“ Während er dabei sei herauszufinden ob ich sie die richtige sei, werde Juno ihren Atem anhalten und schauen ob er ein kleines zu Hause in ihrem Herz baut, oder nicht.
Less Than a Heartbreak
Less Than a Heartbreak (englisch „Weniger als ein Herzschmerz“) sei inhaltlich Cliché recht ähnlich und stelle viele Fragen. Wie könne es sein, dass sie alles von sich in ihn investiere und er nicht zu verstehen scheint, was sie damit versuche anzurichten, dass sie einfach nur möchte, dass er sie verstehe, er bedeutet ihr alles und das es vielleicht sogar alles sei. Sowie die Frage was es jetzt wohl mit den beiden sei und vielleicht kommt ja auch gar nicht mehr von ihm, vielleicht sei es das jetzt und sie muss mich damit abfinden.
Youth
Youth (englisch „Jugend“) sei einer der ersten Lieder die Juno für Salvation geschrieben habe und handele einfach nur von ihrer Jugend. Wie sie seit ihrem 14. Lebensjahr anders war, im Gegensatz zu ihren Freunden die ihre Sommerferien am Strand verbracht haben. Sie war im Studio und habe Lieder geschrieben und ihr Album produziert. Juno habe sich ganz bewusst dafür entschieden, ab diesem Zeitpunkt mit Leuten abzuhängen, die so alt seien wie ihr Vater, mit Verträgen zu tun gehabt haben, Dinge die für ein jugendliches Mädchen so ganz fern seien. Bewusst habe sie sich dazu entschlossen einen großen Teil ihrer Jugend wegzugeben, nicht auf Partys zu gehen und sich zu betrinken und nicht den Ausweis der Cousine auszuleihen um in Diskotheken zu gelangen, sondern Musik zu machen.

## Singleauskopplungen
Stupid Girl
Knapp zwei Wochen vor der Veröffentlichung von Salvation erschien mit Stupid Girl die erste Singleauskopplung am 12. Februar 2016. Diese erfolgte digital zum Download und Streaming. Neben dem Original verfügt die Single über zwei Remixversionen und einem Remix des Liedes Into the Night als B-Seite. Zu Stupid Girl erschienen zwei offizielle Musikvideos, die unter der Regie von Philipp Gladsome entstanden sind. Das erste erschien am 15. Februar 2016 und zeigt an drei Tagen den Alltag Junos in Santa Monica. Das zweite Musikvideo zu Stupid Girl (Madizin Remix) feierte seine Premiere am 20. März 2016 auf YouTube.
You Know What?
Vier Monate nach vor der Albumveröffentlichung erschien mit You Know What? die zweite und letzte Singleauskopplung des Albums am 3. Juni 2016. Diese erschien als digitale 2-Track-Single und beinhaltet neben dem Original einen Remix von Madizin. Das Musikvideo zeigt die Geschichte einer jungen, zeitlich begrenzten Liebesbeziehung, in der Juno schauspielerisch vom deutschen Musiker Christopher Brenner unterstützt wurde. Regie führte erneut Philipp Gladsome. Auch die zweite Single verfehlte einen Charteinstieg.
Weitere Veröffentlichungen
Neben den beiden offiziellen Singleauskopplungen erschienen zwei Promo-Singles mit den Liedern Into the Night (27. November 2015) und Salvation (15. Januar 2016). Beide Singles erschienen als Einzeldownload. Zu beiden Promo-Veröffentlichungen erschien jeweils ein Lyrik-Video. Der Text in den Lyrik-Videos wird hierbei in beiden Liedern mit der Geschichte einer weiblichen Person als Zeichentrickfilm dargestellt. In Into the Night ist eine weibliche Person zu sehen, deren Geist sie verlässt und einsam durch die Welt geht. In Salvation ist es die Geschichte einer weiblichen Person, die auf eine männliche Person trifft, sich verliebt und mit dieser Zeit verbringt. Regie bei Salvation führte Salam Alhassan. Nach mehr als einem Jahr erschien mit No Words die dritte und bislang letzte Promo-Single am 3. Februar 2017. Hierzu erschien ebenfalls ein Musikvideo. Im Video ist lediglich Juno zu sehen, die auf einem Stuhl sitzt und das Lied singt, während sie aus verschiedenen Positionen gefilmt und mit unterschiedlichen Neonscheinwerfern beleuchtet wird.

## Salvation Tour

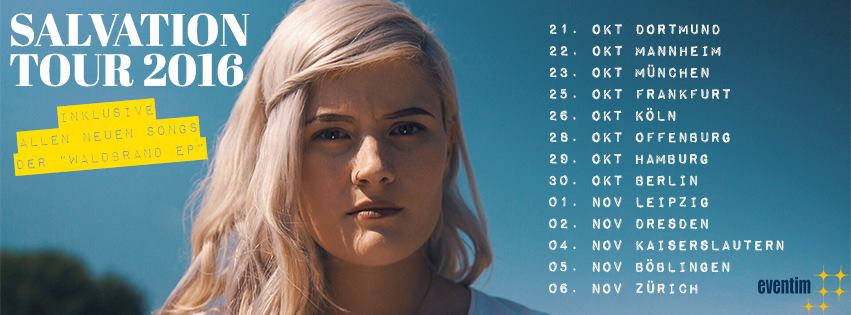
Tourplakat zur Salvation Tour.

Bei der Salvation Tour handelte es sich um die zweite eigenständige Konzertreihe Junos als Hauptact. Die Tour erstreckte sich über einen Zeitraum von zweieinhalb Wochen und führte Juno mit ihrer Band durch zwölf deutsche Städte sowie einmal in die Schweiz. Die Band bestand aus Joschka Bender (Gitarre), Sebastian Henzl (Keyboard), Madeline Juno (Gesang und Gitarre) sowie Benjamin Scheufler (Schlagzeug). Mit Ausnahme eines Konzertes in Offenburg spielte bei allen Konzerten der Berliner Singer-Songwriter Benoby im Vorprogramm. In Offenburg spielte die dort ansässige Singer-Songwriterin Valentina Mér im Vorprogramm. Bei Mér handelt es sich um die Cousine von Juno. Die Setlist bestand überwiegend aus Liedern von Salvation und der Waldbrand EP. Lediglich die Albumtitel Broken, Küss’ die kalten Jungs, On My Toes und Safe Kind of Sadness wurden nicht während der Konzertreihe gespielt.

## Mitwirkende
Albumproduktion
- Asbjørn: Komponist (Lied 13), Liedtexter (Lied 13)
- Patrick Benzner: Abmischung (Lieder: 1–2, 4–18), Gitarre (Lieder: 4–5, 8, 10, 15–18), Keyboard (Lieder: 1–2, 5, 7–8, 10, 15–18), Musikproduzent (Lieder: 1–2, 4–5, 7–12, 15–19), Programmierung (Lieder: 1–2, 5, 7–8, 10–11, 15–18)
- Marcus Brosch: Bass (Lieder: 3), Gitarre (Lieder: 3, 16), Keyboard (Lieder: 3, 16), Komponist (Lieder: 3, 16), Liedtexter (Lieder 3, 16), Musikproduzent (Lieder: 3, 16), Programmierung (Lied 3)
- Axel Ehnström: Gitarre (Lieder: 2, 4), Keyboard (Lieder: 2, 7), Komponist (Lieder: 2, 4–5, 7, 15), Liedtexter (Lieder: 2, 4–5, 7, 15)
- Steffen Graef: Gitarre (Lieder: 16–18), Tonmeister (Lieder: 1–18)
- David Jürgens: Gitarre (Lieder: 9, 12), Keyboard (Lieder: 9, 12), Komponist (Lieder: 9, 12), Liedtexter (Lieder: 9, 12), Musikproduzent (Lieder: 9, 12), Programmierung (Lieder: 9, 12)
- Madeline Juno: Gitarre (Lied 17–18), Komponist (Lieder: 1–18), Liedtexter (Lieder: 1–18)
- Jonas W. Karlsson: Gitarre (Lied 5), Keyboard (Lied 5), Komponist (Lieder: 2, 5, 7), Liedtexter (Lieder: 2, 5, 7), Musikproduzent (Lieder: 2, 5, 7), Programmierung (Lieder: 2, 5, 7)
- Boris Matchin: Cello (Lied 16)
- Katrina Noorbergen: Komponist (Lieder: 1, 6, 13–14), Liedtexter (Lieder: 1, 6, 13–14)
- Michael Hunter Ochs: Komponist (Lieder: 3, 9, 12, 16), Liedtexter (Lieder: 3, 9, 12, 16)
- David Paulicke: Abmischung (Lied 3), Keyboard (Lied 3), Programmierung (Lied 3)
- Stefan Pintev: Viola, Violine (Lied 16)
- Dave Roth: Abmischung (Lieder: 1–2, 4–18), Gitarre (Lieder: 4–5, 8, 10, 15–18), Keyboard (Lieder: 1–2, 5, 7–8, 10, 15–18), Komponist (Lieder: 8, 10), Liedtexter (Lieder: 8, 10), Musikproduzent (Lieder: 1–2, 4–5, 7–12, 15–19), Programmierung (Lieder: 1–2, 5, 7–8, 10–11, 15–18)
- Serhat Sakin: Abmischung (Lieder: 1–2, 4–18), Gitarre (Lieder: 4–5, 8, 10, 15–18), Keyboard (Lieder: 1–2, 5, 7–8, 10, 15–18), Musikproduzent (Lieder: 1–2, 4–5, 7–12, 15–19), Programmierung (Lieder: 1–2, 5, 7–8, 10–11, 15–18)
- Oliver Som: Gitarre (Lieder: 6, 13–14), Keyboard (Lieder: 6, 13–14), Komponist (Lieder: 6, 13–14), Liedtexter (Lieder: 6, 13–14), Musikproduzent (Lieder: 6, 13–14), Programmierung (Lieder: 6, 13–14)
- Neele Ternes: Hintergrundgesang (Lied 3)
- Tim Morten Uhlenbrock: Gitarre (Lied 1), Keyboard (Lied 1), Komponist (Lied 1), Liedtexter (Lied 1), Musikproduzent (Lied 1), Programmierung (Lied 1)
- Kim Wennerström: Bass (Lieder: 4, 11, 15), Gitarre (Lieder: 4, 10–11, 15), Keyboard (Lieder: 4, 10–11, 15), Komponist (Lieder: 4, 10–11, 15), Liedtexter (Lieder: 4, 10–11, 15), Musikproduzent (Lieder: 4, 11, 15), Programmierung (Lieder: 4, 10–11, 15)
- Sebastian Zenke: Programmierung (Lied 3)

Artwork
- Philipp Gladstone: Fotograf (Cover)
- Maximilian Münch: Fotograf (Cover)

Unternehmen
- Embassy of Music: Musiklabel
- Tonpool Medien: Vertrieb

## Rezeption

### Rezensionen
Der US-amerikanische Musik-Blog, der unter der Leitung von Bradley Stern betrieben wird, platzierte Salvation auf Position 10 der besten Alben 2016. Er beschrieb den Gesang Junos als eine Mischung aus Ellie Goulding trifft auf Tove Lo und ordnete die Texte in der Form wie diese von Taylor Swift ein. Es gäbe eine Art Magie in den Melodien, von der bezaubernden Ode zu flüchtigen Romanzen wie in You Know What? bis zum schimmernden Titellied.
Das deutschsprachige Online-Magazin laut.de bewertete das Album mit 2/5 Sternen. Kai Butterweck bewertete das Album eher negativ und ist der Meinung, dass der Titel „Salvation“ (englisch „Erlösung“) dem Produkt „phasenweise alle Ehre“ mache. Der Einstieg stutzte die hohen Erwartungen auf Normalmaß zurück. Fast emotionslos säusele sich Juno durch ein monotones Soundgeflecht aus austauschbaren Pop- und Elektroklängen. Die Stücke Into the Night und No Word starten ähnlich einschläfernd, ehe die Lieder zum Refrain hin noch die Kurve bekämen und mit Elan und schwungvollem Gesang des Hörers Finger erstmals zum Mitschnippen animieren würde. Wummernde Beats und viel elektronisches Tamtam treibe die erste Single Stupid Girl Richtung Dancefloor, im Ohr bleibe aber nur wenig hängen. Schwungvolle Lagerfeuergitarren im Verbund mit zuckersüßen Zusätzen aus der Retorte klängen in You Know What? wie der verzweifelte Versuch einer Mischung aus Gestern und Heute. Wobei sich das Hier und Jetzt wesentlich schwerer tue als das, was im März 2014 noch für Aufsehen sorgte. Einzig Junos elfenhafte Stimme, bewahre den Hörer vorm einschlafen. Juno solle sich für den nächsten Versuch vielleicht wieder mehr Zeit nehmen. Es wäre schade drum, wenn das Potential, das man hierzulande nicht gerade an jeder Ecke findet, einfach so verheizt würde.
Die deutsche Radiostation MDR Jump zeichnete Salvation als „Album der Woche“ aus.
Das deutschsprachige E-Zine Plattentests.de bewertete Salvation wie schon sein Vorgänger mit 5/10 Punkten. Lena Zschirpe von der Online-Redaktion beschrieb das Album eher als eine weitere unscheinbare Electro-Pop-Platte, die weder positiv noch negativ auffalle. Schon der Einstieg mit Into the Night sorge für die erste Enttäuschung. Gemäßigt beginne das Stück erst weit nach einer Minute, sich zu einem interessanteren Konstrukt aufzubauschen, der Gesang bleibe aber leider so monoton wie gefühllos. Stupid Girl starte mit satten Beats, elektronischen Gefilden und Junos Stimme, die hier ihre sonstige Zerbrechlichkeit überspielen könne. Obwohl der Sound sich nicht vollkommen aufdränge, wirke die bisherige Singleauskopplung für das Schwarzwaldmädchen zu überladen – und dabei könne man Juno nicht einmal vorwerfen, gravierende Fehler zu machen. Wie schon bei ihrem Debüt wolle sie nur zu viel und alles auf einmal. Mit You Know What? verfalle sie beispielsweise in alte Muster, zupft bescheiden an der Gitarre und präsentiere die elfenhaften Facetten ihres Gesangs. Quicksand und No Words würden es zumindest schaffen, in der oberen „Popliga“ mitzuspielen. Juno experimentiere mit Drums und Rhythmen, während sich wie von selbst angenehme Ohrwürmer entwickeln. Zum ersten Mal entstehe nicht gleichzeitig der Eindruck, dass Juno in einer Rolle singt, in die sie gar nicht reinpasse. Dass sie sich wieder seichten Gitarrenpop zuwenden solle, sei ihrem Talent aber auch nicht zugemutet. Was es brauche, sei weniger Anspruch, alles gleichzeitig sein zu wollen. Und vielleicht schraube Juno den ja irgendwann runter.

### Charts und Chartplatzierungen
Salvation erreichte in Deutschland Position 35 der Albumcharts und konnte sich insgesamt eine Woche in den Charts halten. In Österreich und der Schweiz erreichte das Album jeweils in ebenfalls einer Chartwoche Position 70. Für Juno ist Salvation bereits der zweite Charterfolg in Deutschland und der Schweiz sowie der erste in Österreich. Erstmals konnte sich ein Album von ihr gleichzeitig in allen D-A-CH-Staaten platzieren.